# Mont-d'Origny
 Mont-d'Origny  là một xã ở tỉnh Aisne, vùng Hauts-de-France thuộc miền bắc nước Pháp.